# One in a Million (album)
A One in a Million Aaliyah amerikai énekesnő második albuma. 1996-ban jelent meg. Az album, melyből az USA-ban 3 millió, világszerte 11 millió példány kelt el, nemcsak Aaliyah karrierjében számított mérföldkőnek, hanem a két, ekkor még be nem futott dalszerző és producer, Timbaland és Missy Elliott számára is kitörési pontot jelentett. Ők ketten írták a dalok nagy részét, és több dal producerei is ők voltak, a többié Rodney Jerkins, Jermaine Dupri és Kay Gee. Diane Warren is szerzett az albumra egy dalt. Két feldolgozás is szerepel a One in a Millionön: az Isley Brothers Choosey Lover című számáé és Marvin Gaye Got to Give It Up-jáé. Az album executive producerei Aaliyah két nagybátyja, Barry Hankerson és Jomo Hankerson.
Az album hat kislemezéből az első kislemez, az If Your Girl Only Knew, a címadó One in a Million és Diane Warren szerzeménye, a The One I Gave My Heart To érte el a legnagyobb sikert. A Hot Like Fire című dalnak egy remixe, a Timbaland’s Groove Mix jelent meg kislemezen.
2004-ben az albumot újra kiadták, ekkor bónuszdalként rákerült a Come Over című dal, ami Aaliyah első válogatásalbumán, az I Care 4 U-n is szerepel. 2020-ban Minden idők 500 legjobb albuma listán 314. helyen szerepelt.

## Számlista
| #            | Cím                                                  | Szerző                                            | Hossz |
| ------------ | ---------------------------------------------------- | ------------------------------------------------- | ----- |
| 1.           | Beats 4 da Streets (Intro) (feat. Missy Elliott)     | Tim „Timbaland” Mosley                            | 2:10  |
| 2.           | Hot Like Fire                                        | Mosley, Elliott                                   | 4:23  |
| 3.           | One in a Million                                     | Mosley, Elliott                                   | 4:30  |
| 4.           | A Girl Like You (feat. Treach)                       | Kay-Gee, Darren Lighty, Renee A. Neufville        | 4:23  |
| 5.           | If Your Girl Only Knew                               | Mosley, Elliott                                   | 4:50  |
| 6.           | Choosey Lover (Old School / New School)              | E. Isley, C. Jasper, M. Isley, R. Isley, O. Isley | 7:07  |
| 7.           | Got to Give It Up (feat. Slick Rick)                 | Marvin Gaye                                       | 4:41  |
| 8.           | 4 Page Letter                                        | Mosley, Elliott                                   | 4:52  |
| 9.           | Everything’s Gonna Be Alright                        | Japhe Tejeda, Rodney „Darkchild” Jerkins          | 4:50  |
| 10.          | Giving You More                                      | J. Dibbs                                          | 4:26  |
| 11.          | I Gotcha’ Back                                       | Jermaine Dupri, Carl-So-Lowe                      | 2:54  |
| 12.          | Never Givin’ Up (feat. Tavarius Polk)                | Craig King, Monica Payne                          | 5:11  |
| 13.          | Heartbroken                                          | Mosley, Elliott                                   | 4:17  |
| 14.          | Never Comin’ Back                                    | Elliott, Mosley                                   | 4:06  |
| 15.          | Ladies in da House (feat. Missy Elliott & Timbaland) | Mosley, Elliott                                   | 4:20  |
| 16.          | The One I Gave My Heart To                           | Diane Warren                                      | 4:30  |
| 17.          | Came to Give Love (Outro) (feat. Timbaland)          | Mosley                                            | 1:40  |
| 2004 Edition |                                                      |                                                   |       |
| 18.          | Come Over (feat. Tank)                               | B. Cox, P. Alexander, K. Hicks, J. Austin         | 3:55  |

Az albumra írt, de rá nem került dalok
- Death of a Playa (feat. Rashad Haughton; később felkerült a 4 Page Letter kislemezre)
- No Days Go By (egyike Aaliyah kevés saját szerzeményének; később felkerült a Got to Give It Up kislemezre)
- One in a Million (Remix) (feat. Ginuwine)
- I Care 4 U (később felkerült az Aaliyah albumra)
- Let Me Down Easy

## Kislemezek
- If Your Girl Only Knew (1996)
- Got to Give It Up (1996)
- One in a Million (1996)
- 4 Page Letter (1997)
- Hot Like Fire (1997)
- The One I Gave My Heart To (1997)

## Helyezések
| Slágerlista (1996)               | Legfelső helyezés |
| -------------------------------- | ----------------- |
| USA Billboard 200                | 18                |
| USA Billboard R&B/Hip-Hop Albums | 2                 |
| Egyesült Királyság               | 33                |
| Holland albumslágerlista         | 62                |
| Svéd albumslágerlista            | 41                |